# Lijst van premiers van Moldavië
Hieronder volgt een lijst van premiers van Moldavië.

## Premiers van Moldavië (1990-heden)
| Premier | Premier                             | Ambtstermijn    | Partij                                |
| ------- | ----------------------------------- | --------------- | ------------------------------------- |
|         | Mircea Druc (1941)                  | 1990-1991       | PFM                                   |
|         | Valeriu Muravschi (1949-2020)       | 1991-1992       | PRCM                                  |
|         | Andrei Sangheli (1944)              | 1992-1997       | ADU                                   |
|         | Ion Ciubuc (1943)                   | 1997-1999       | ADR                                   |
|         | Ion Sturza (1960)                   | maart-dec. 1999 | ADR                                   |
|         | Dimitru Braghis (1957)              | 1999-2001       | partijloos                            |
|         | Vasile Tarlev (1963)                | 2001-2008       | PCRM                                  |
|         | Zinaida Greceanîi (1956)            | 2008-2009       | PCRM                                  |
|         | Vlad Filat (1969)                   | 2009-2013       | PLDM                                  |
|         | Iurie Leancă (1963)                 | 2013-2015       | PLDM                                  |
|         | Chiril Gaburici (1976)              | feb-juni 2015   | PLDM                                  |
|         | Natalia Gherman (1969) (waarnemend) | juni-juli 2015  | PLDM                                  |
|         | Valeriu Streleț (1970)              | jul-okt 2015    | PLDM                                  |
|         | Gheorghe Brega (1951) (waarnemend)  | 2015-2016       | PL                                    |
|         | Pavel Filip (1966)                  | 2016-2019       | ADR                                   |
|         | Maia Sandu (1972)                   | jun-nov 2019    | PAS                                   |
|         | Ion Chicu (1972)                    | 2019- 2020      | partijloos (maar gelieerd aan de SRP) |
|         | Aureliu Ciocoi (1968) (waarnemend)  | 2020- 2021      | partijloos                            |
|         | Natalia Gavrilița (1977)            | 2021-2023       | PAS                                   |
|         | Dorin Recean (1974)                 | sinds 2023      | PAS                                   |

Afkortingen:
SRP = Socialistische Revolutionaire Partij
PRCM = Moldavische Herrijzenis en Verzoeningspartij
PCRM = Partij van Communisten van de Republiek Moldavië
ADU = Agrarische Democratische Front
ADR = Alliantie voor Democratie en Hervorming
PL = Liberale Partij
PLDM = Liberaal-democratische Partij van Moldavië
PDM = Democratische Partij van Moldavië
PAS = Partij van Actie en Solidariteit